# John Henry Newman
John Henry Newman (Londra, 21 febbraio 1801 – Edgbaston, 11 agosto 1890) è stato un cardinale, teologo e filosofo britannico, venerato come santo dalla Chiesa cattolica.
Già presbitero anglicano, visse con disagio la fase di secolarismo in cui si trovava la Chiesa d'Inghilterra nel XIX secolo: entrato a far parte del Movimento di Oxford, ne divenne uno degli animatori. Convertitosi al cattolicesimo, fu di nuovo ordinato prete nella Chiesa cattolica, impiantando sul suolo britannico la società di vita apostolica degli Oratoriani, di cui aveva deciso di essere membro.
Elevato al cardinalato nel 1879 da Leone XIII, morì nel 1890. Beatificato il 19 settembre 2010 da papa Benedetto XVI, è stato proclamato santo il 13 ottobre 2019 da papa Francesco. Sarà proclamato dottore della Chiesa da papa Leone XIV.
Particolarmente osteggiato da una parte della gerarchia cattolica del suo tempo, per la decisa convinzione che anche i laici dovessero partecipare alla vita della Chiesa, fu invece considerato uno dei "padri assenti" del Concilio Vaticano II per l'influsso che il suo pensiero teologico e filosofico ebbe sull'assise vaticana, decine di anni dopo la sua morte. È stato considerato da alcuni uno dei più grandi prosatori inglesi e il più autorevole apologista della confessione cattolica che la Gran Bretagna abbia prodotto e uno dei più importanti nella storia del cristianesimo. Sul piano filosofico, contribuì allo sviluppo della filosofia dell'azione. Per la sua tolleranza e mitezza è stato apprezzato anche in ambienti non cattolici.

Sulla sua tomba è scolpito l'epitaffio da lui stesso composto, che doveva narrare, secondo l'intento di Newman, la sua evoluzione confessionale:
(John Henry Newman)

## Biografia

### Il periodo anglicano (1801-1845)

#### La giovinezza (1801-1825)

##### La famiglia e Walter Mayers (1801-1817)

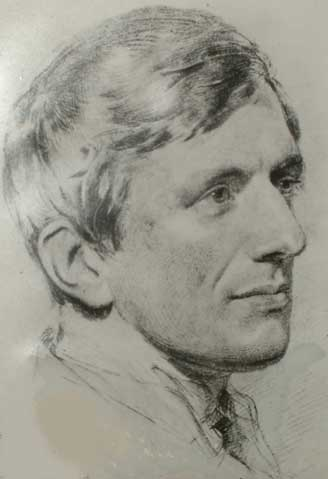
John Henry Newman ritratto nel 1824

John Henry Newman apparteneva a una famiglia anglicana, e nacque a Londra il 21 febbraio 1801. Primo di sei fratelli, il padre John Newman era banchiere, mentre la madre Jemina Fourdrinier (1772-1836) discendeva da una famiglia di ugonotti emigrati in Inghilterra in seguito alla revoca dell'editto di Nantes. La forte fede religiosa di stampo evangelico della madre e della nonna paterna, Elizabeth Newman, influirono sull'animo del giovane John Henry, già introverso e portato alla riflessione fin dalla prima infanzia. Al contrario, il padre del futuro cardinale era un uomo meno rigido in materia dottrinale, appassionato più di Shakespeare e di musica che di religione. John Henry ricevette un'educazione elevata nella scuola di Ealing (nei pressi di Londra) e, sotto l'influsso del pastore Walter Mayers (vicino agli ambienti della Low Church), nel 1816 aderì ai principi del cristianesimo protestante, in quella che egli chiamò la sua "prima conversione". Furono infatti le letture di due teologi anglicani (Thomas Newton, vescovo di Bristol, e Joseph Milner, figura di spicco dell'evangelismo) a imprimere l'animo di Newman di convinzioni protestanti radicali e antipapiste.

##### L'arrivo a Oxford e l'incontro con inoetics(1817-1825)
Nel 1817 entrò al Trinity College di Oxford, ove si segnalò per la vivacità d'ingegno e intelletto, fatto che lo portò a essere nominato fellow dell'Oriel College il 12 aprile 1822. Deciso a intraprendere la vita ecclesiastica, Newman fu ordinato diacono della Chiesa anglicana il 13 giugno del 1824. Il padre John ebbe appena il tempo di vederlo diventare ministro della Chiesa anglicana: ridotto in povertà e gravemente ammalato, morì il 29 settembre dello stesso anno. Il figlio divenne poi presbitero nel 1825 ed ebbe, come primo incarico, quello di vicar di Saint Clement, una parrocchia facente parte di Oxford. Nel corso di questi anni, il giovane studente evangelico cominciò a osservare il pluralismo intellettuale vigente nell'ateneo, entrando lentamente in contatto con il gruppo dei teologi liberali, detti noetics, che cercavano di spiegare razionalmente i dogmi e la fede cristiana. Tra questi spiccavano come figure Edward Hawkins e Richard Whately, che istruirono lentamente Newman nel valore della Chiesa visibile, nel valore dei sacramenti, in special modo la successione apostolica. Quando fu ordinato sacerdote, Newman conosceva già da tre anni Whately, e aveva cominciato a maturare quei primi dubbi dottrinali impartitegli da Mayers a Ealing.

#### L'abbandono deinoeticse l'avvicinamento all'High Church (1825-1832)

##### Froude e l'avanzata del liberalismo

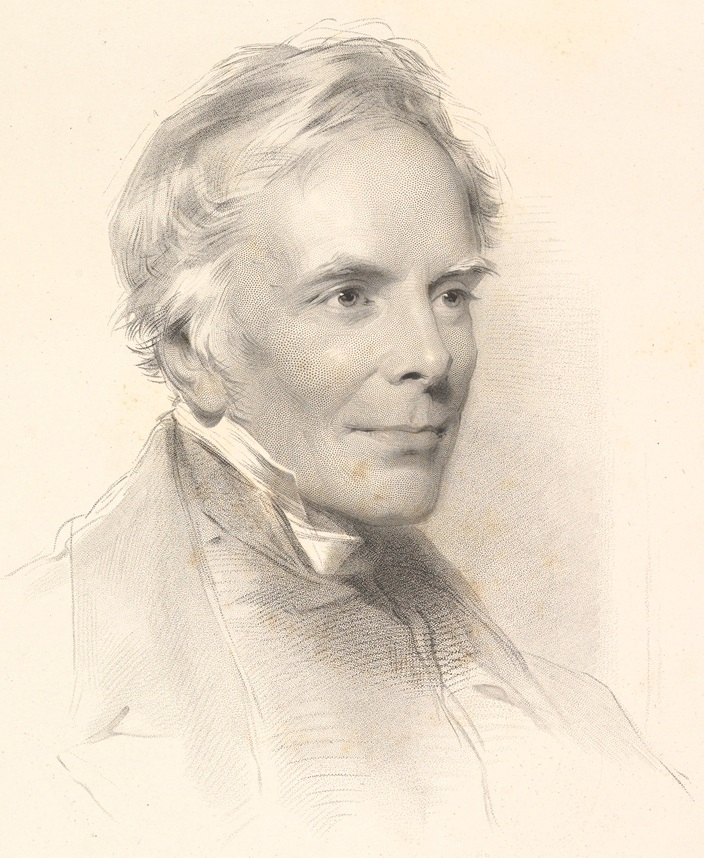
William Holl, ritratto di John Keble, stampa, 1863, Metropolitan Museum of Art, New York. John Keble (1792-1866), sacerdote, teologo e poeta, fu il leader morale della frangia conservatrice religiosa anglicana nell'Università di Oxford.

Il rapporto con i noetics s'incrinò definitivamente a partire dalla fine del 1827, quando Newman fu colpito da due gravi avvenimenti: prima un esaurimento nervoso (26 novembre 1827), seguito poi dalla morte della sorellina Mary agli inizi dell'anno successivo (5 gennaio 1828). Nella sua intimità spirituale, allora, il giovane fellow di Oxford comprese come la ragione non potesse spiegare il dolore, e Roderick Strange esplica chiaramente questo stato d'animo, con una frase incisiva:
(Strange, p. 40)
Inoltre, Newman si stava accorgendo di «preferire una perfezione intellettuale a una perfezione morale», e che soltanto questi due traumi personali poterono ridestarlo dall'intellettualismo dei noetics. Pertanto, cominciò ad allontanarsi da Whately e Hawkins nel 1828, per frequentare l'altra grande scuola teologica anglicana presente a Oxford, vale a dire la High Church (chiamata, dopo l'esperienza del Movimento di Oxford, anche anglo-cattolicesimo), caratterizzata da una profonda attenzione verso il rituale eucaristico, l'importanza dei sacramenti e una "simpatia" nei confronti delle tradizioni cattoliche. Newman, fino a quel momento, era visto con sospetto dai principali esponenti di questa fazione (Richard Hurrell Froude, John Keble e altri) per il suo ostentato razionalismo e per i suoi legami (seppur ridotti ormai sul piano formale) con gli evangelici. La situazione mutò definitivamente dal 1828, quando ci fu la rottura definitiva con Whately e la fuoriuscita dalla Evangelical Biblical Society (giugno 1829). Da quel momento, Newman sviluppò una solida amicizia sia con Keble sia con Froude, dei quali condivideva il valore della Tradizione, il rispetto nei confronti dei santi e delle tradizioni cattoliche romane, fuorché il riconoscimento del primato papale. In special modo, Newman strinse un rapporto molto profondo con il tory Richard Hurrell Froude (1803-1836), del quale Newman tracciò questo ritratto morale:
(Newman, Apologia, p. 51)

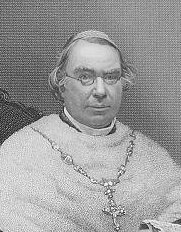
Ritratto del cardinale Nicholas Patrick Wiseman. Rettore prima del Collegio Cattolico di Roma, poi direttore della testata Dublin Review, Wiseman fu il primo arcivescovo di Westminster dopo la restaurazione della gerarchia in Inghilterra.

Come già nei precedenti incontri, Newman si sentì "influenzato" dalle opinioni religiose di chi gli si avvicinava, ma in questo caso non si trattò di un'influenza passeggera. In occasione della proposta, da parte del governo del duca di Wellington, di abrogare il Test Act, decreto del 1680 con cui si vietava ai cattolici inglesi di esercitare alcun incarico politico. Newman e gli altri high churchmen intravidero un'usurpazione del potere parlamentare nella sfera ecclesiastica. Quando poi un riluttante Giorgio IV firmò il decreto di abrogazione (il Relief Act), Newman manifestò apertamente il suo sdegno, paventando l'avanzata del liberalismo in campo religioso, pronto a sottomettere la Chiesa anglicana ai capricci dello Stato (la cosiddetta dottrina erastiana). Il giovane parroco di St. Mary the Virgin si trovò in piena sintonia con i suoi amici conservatori, maturando così le basi ideologiche che si concretizzeranno nel Movimento di Oxford.

#### Il viaggio nel Mediterraneo e il contatto con la Chiesa cattolica (1832-1833)
Una svolta significativa nella vita di Newman fu il viaggio nel Mediterraneo insieme a Froude e al padre di quest'ultimo, l'arcidiacono Robert Froude. Infatti, da un po' di tempo, l'amico di Newman aveva cominciato a manifestare i sintomi della tubercolosi che lo porterà a una morte prematura nel 1836. I medici, ancora impotenti nel curare efficacemente questa malattia, consigliarono a Froude di compiere un viaggio di cura nel Mediterraneo, perché potesse trovare giovamento dal clima più salubre di quello inglese. Newman, cui Froude chiese di accompagnarlo, accettò l'invito e, nel dicembre del 1832, i tre partirono alla volta di Gibilterra, Malta, la Sicilia e infine Roma. Qui Newman, che da qualche anno aveva cominciato a studiare storia della Chiesa e patrologia, rimase affascinato dalla spiritualità dei luoghi ove versarono il sangue i martiri e, durante la sua permanenza nella Città Eterna (tra il 2 marzo e il 9 aprile del 1833), poté entrare in contatto con la spiritualità e la religiosità della Chiesa cattolica, annotandone gli aspetti di decadenza e di immoralità. Sempre a Roma, incontrò una delle più importanti figure nel panorama religioso inglese del XIX secolo, padre Nicholas Patrick Stephen Wiseman, rettore del Collegio Inglese e futuro primo arcivescovo di Westminster dopo la restaurazione della gerarchia cattolica in Inghilterra (1851). Mentre i Froude decisero di proseguire per la Francia, Newman preferì ritornare in Sicilia, dove, a Leonforte, presso Enna, nel 1833 si ammalò gravemente. Da quest'esperienza dolorosa, Newman rifletté sul senso della propria vita e scrisse quel capolavoro letterario che è la lirica spirituale Lead, Kindly Light, espressione sincera dell'abbandono della propria vita nelle mani di Dio.

#### Il Movimento di Oxford (1833-1841)

##### Keble e ilSermone delle Assise(1833)

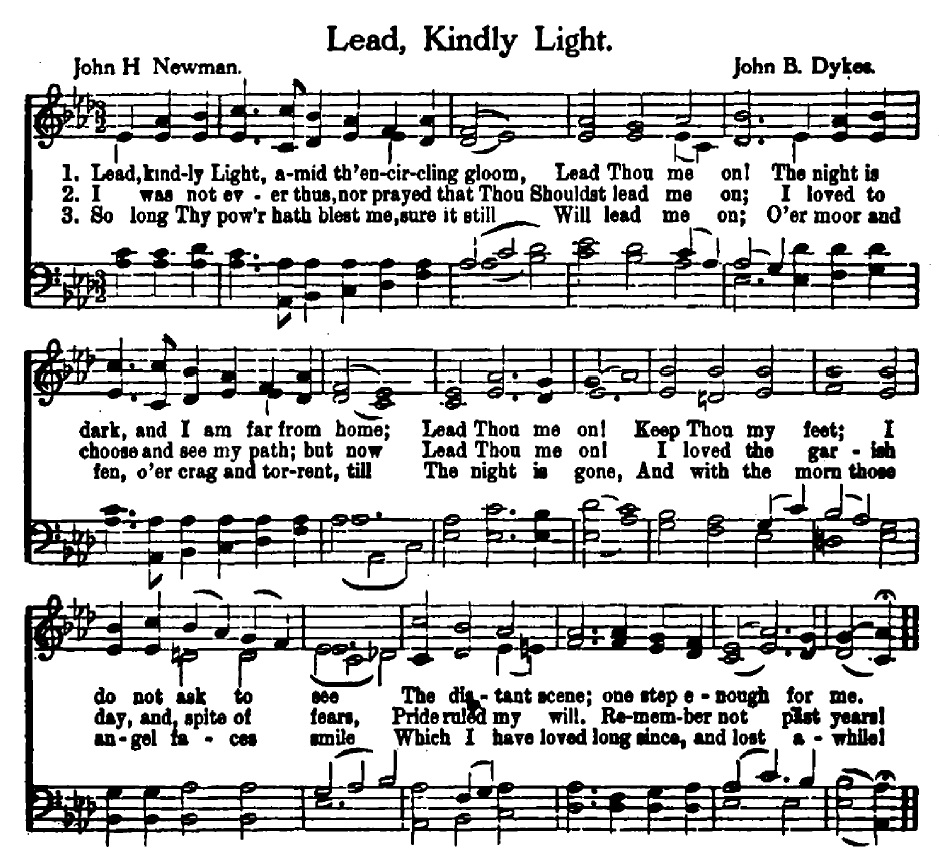
Il testo di Lead, Kindly Light, musicato da John Bacchus Dykes

Nel frattempo, il parlamento inglese, dominato dal partito liberale guidato da Lord Grey (1830-1834), continuò la politica erastiana di Wellington e Peel. La situazione, per il gruppo dei conservatori anglicani della High Church di Oxford, divenne pressoché intollerabile, spingendo John Keble a pronunciare, in occasione delle Assise del 14 luglio 1833, un sermone sull'Apostasia Nazionale (National Apostasy), in cui si proclamò che la Chiesa anglicana è sì una Chiesa di Stato, ma non dello Stato, denunciandone la strumentalizzazione da parte dello Stato. Tale discorso, pubblicato poi nel settembre del medesimo anno, trovò l'immediata soddisfazione di Newman e di Froude, ritornati nel frattempo in Inghilterra. Newman identificò quel giorno con la nascita del Movimento di Oxford (The Oxford Movement), il cui scopo precipuo fu quello di contrastare l'ascesa del liberalismo religioso all'interno delle università inglesi e di recuperare lo spirito originario dell'anglicanesimo attingendo all'insegnamento dei Padri e al valore della liturgia. Ciò costrinse inevitabilmente Newman e i suoi amici a confrontarsi con la Chiesa cattolica, scatenando le violente polemiche degli evangelicals, i quali giunsero ad accusare Newman e collaboratori di essere segretamente filo-papisti.

##### Newman e il Movimento: l'Antiquitye laVia Media(1833-1839)
Newman, per la vivacità del suo ingegno e l'enorme cultura storica e teologica che aveva acquisito nei suoi studi a Oxford, divenne ben presto la colonna portante del Movimento. Tra il 1833 e il 1841, infatti, dei 90 libelli scritti in difesa delle loro idee (i famosi Tracts for the Times), ben 30 sono stati scritti da lui. I Tracts, però, non dovevano soltanto "combattere" le divergenze interne all'anglicanesimo, ma avevano anche l'obiettivo di dimostrare che quest'ultimo fosse il vero erede della Chiesa Unita, prima che si scindesse tra cattolica, ortodossa e anglicana, con le prime due accomunate dalla successione apostolica. Sulla base di questa premessa, Newman sviluppò la "via media", in cui riconosceva alla Chiesa anglicana una posizione intermedia fra gli eccessi dottrinali del protestantesimo da un lato e del cattolicesimo romano post-tridentino, che si poggiava su tre cardini: «il dogma, il sistema sacramentale e l'anti-romanismo». Per testimoniare la correttezza teologica anglicana, Newman affermava che questa si basava direttamente sull'insegnamento dei Padri e dei primi concili ecumenici, avvalorando così l'Antiquity (vale a dire il cristianesimo dei primi secoli) come fondamento basilare:
(Newman, Apologia, p. 138)
La base "patristica" della via media trovava luogo nell'opera del monaco Vincenzo di Lérins che, nel 431, aveva elaborato il Commonitorium, scritto con la finalità di dirimere le controversie cristologiche della sua epoca. Newman, da questo scritto, estrapolò la seguente locuzione, interpretata come base sicura per dichiarare l'ortodossia o meno di una determinata fede religiosa:
(Moxon, Commonitorium, p. 10)
Supportato da John Keble, da Froude (fino alla morte di questi, nel febbraio 1836), da Edward Bouverie Pusey e da nuovi simpatizzanti (tra cui il futuro rivale di Newman Henry Edward Manning), Newman lavorò indefessamente per la propagazione delle idee di rinnovamento, curando tra l'altro non soltanto l'aspetto divulgativo scientifico (oltre ai Tracts, si ricorda il Prophetical Office of the Church, che occupò Newman dal 1834 al 1837), ma anche quello editoriale (in quanto giornalista e poi editore del giornale British Critic) e continuando parallelamente con la sua attività di vicar di St. Mary. Inoltre, a partire dal 1838, Newman iniziò a pubblicare le memorie di Froude, i Froude's Remains.

##### Dall'estate del 1839 alTract 90: il crollo dellavia media

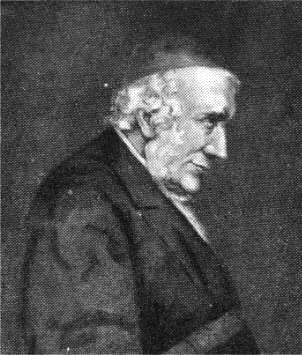
Edward Bouverie Pusey, uno dei più cari amici di Newman e futuro leader del Movimento di Oxford dopo la conversione di Newman nel 1845. Personalità eclettica e dotato di una cultura sconfinata (era professore di ebraico a Oxford), Pusey diede vita all'anglo-cattolicesimo.

Newman, come lui stesso affermò nell'Apologia, era all'apice della popolarità agli albori del 1839. Nella stagione estiva del medesimo anno, però, Newman cominciò a maturare una serie di gravosi dubbi sulla validità della via media da lui formulata, in seguito alla lettura della questione monofisita e al ruolo di papa Leone I avuto nel Concilio di Calcedonia. Secondo Newman, l'autorità teologico-morale di Leone presso i padri conciliari (l'inserimento del Tomus ad Flavianum ne può essere considerato un esempio) contrastava con la teologia eutichiana che, come quella del vescovo di Roma, si richiamava al depositum fidei apostolico. Inoltre, la tanto deprecata Chiesa di Roma si dimostrò ortodossa teologicamente proprio in quell'antichità che Newman aveva assunto come paradigma per dimostrare la correttezza teologico-esegetica dell'anglicanesimo, il quale pareva essere ora dalla parte dell'eresia:
(Tornielli-Gianelli, p. 43)
I due anni successivi, Newman li trascorse rimuginando continuamente su quanto apprese e sul fatto che gli anglicani erano una parte minore del cristianesimo. Nel febbraio 1841, pubblicò uno scritto (il celebre Tract 90) in cui egli cercava di interpretare i 39 articoli della fede anglicana in chiave cristiano-cattolica, operando esattamente (secondo quanto scritto da Newman sempre nell'Apologia) come i protestanti al momento della loro stesura. Le violente reazioni del vescovo di Oxford e degli ambienti liberali e protestanti di Oxford spinsero Newman a lasciare definitivamente la sua amata università, rifugiandosi nel villaggio di Littlemore in un periodo di ritiro spirituale che, nel giro di pochi anni, lo porterà a convertirsi al cattolicesimo.

#### Il ritiro a Littlemore e la conversione al cattolicesimo (1841-1845)

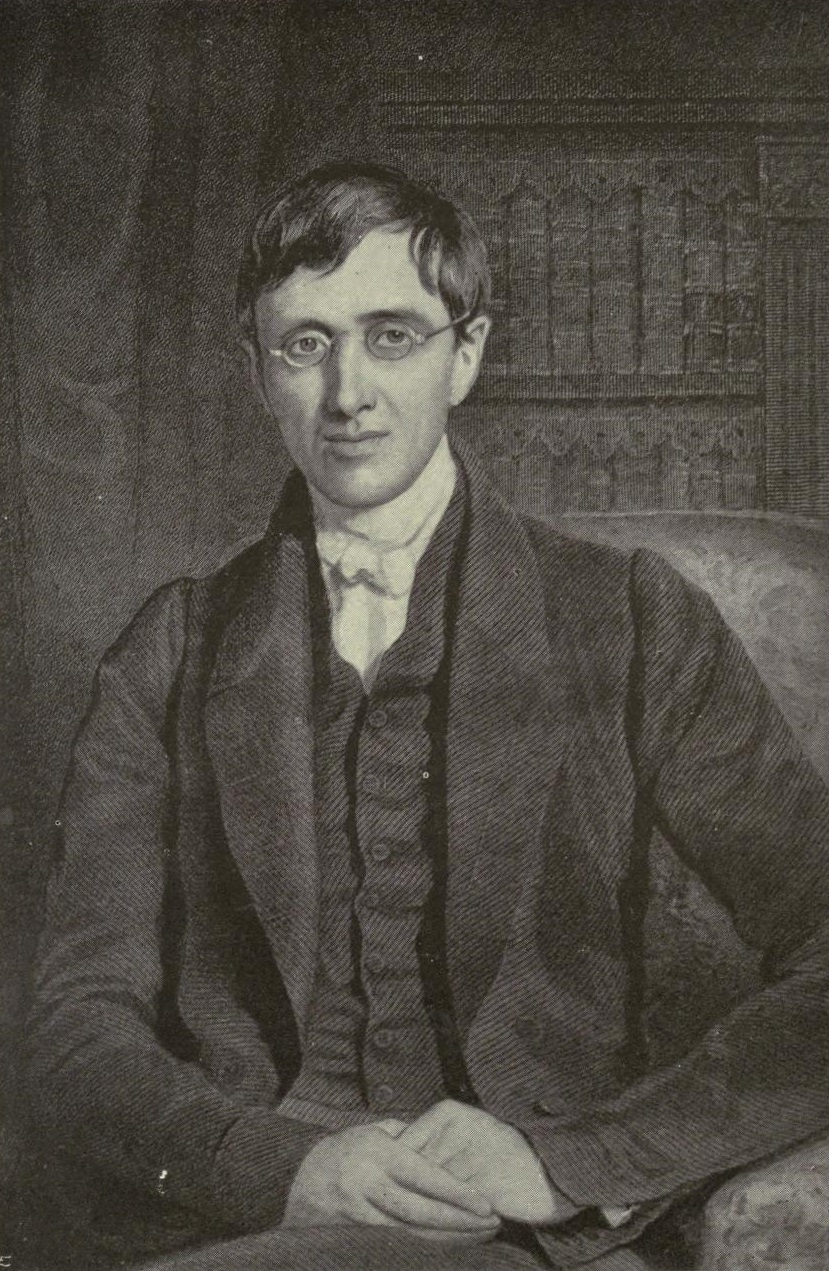
Un giovane John Henry Newman, durante il periodo anglicano

##### La questione del Vescovado di Gerusalemme (1841)
(Newman, Apologia, p. 177)
Oltre ad aver subito l'umiliazione del ritiro del Tract 90 e l'ostracismo dell'élite intellettuale oxfordiana, Newman dovette anche subire lo smacco nella questione della creazione di una diocesi anglo-prussiana a Gerusalemme, avvenuta per decreto parlamentare il 5 ottobre del 1841. Newman, in quanto sostenitore estremo della successione apostolica, non poteva concepire tale progetto perché il luteranesimo aveva abolito, tra i sacramenti, quello dell'ordine, rendendo così la carica di vescovo un simulacro organizzativo, privato della sua carica sacramentale. Inoltre, con quest'atto (supportato da Palmerston, Lord Shaftesbury e Thomas Arnold) l'anglicanesimo si sarebbe buttato "tra le braccia degli eretici", distaccandosi definitivamente dalla Chiesa Unita.

##### Littlemore e l'Essay on the development of Christian Doctrine(1842-1845)
Deluso per quest'orientamento "protestante" della Chiesa anglicana, Newman decise, nel 1842, di ritirarsi definitivamente a Littlemore, vivendo una vita appartata, simile a quella dei Padri del deserto, e abbandonando ogni incarico universitario eccetto quello di fellow. Nel ritiro di Littlemore (ove esercitò le funzioni di parroco della piccola comunità e dove visse insieme ad altri anglicani, quali John Dalgairns), Newman iniziò a scrivere la sua opera Lo sviluppo della dottrina cristiana: in questo studio sulle origini del cristianesimo, che fu pubblicato nel 1845, Newman cambiò radicalmente la sua concezione storico-teologica. Dopo il fallimento della via media, Newman riconobbe invece l'assoluta validità della dottrina dello sviluppo della fede. Secondo quest'ultima realtà, le "innovazioni" portate avanti nel corso dei secoli da Roma non erano eresie rispetto al passato apostolico, ma necessari adattamenti della fede originaria nelle varie epoche, purché i principi fondamentali non fossero messi in discussione. E infatti, comparando anglicanesimo e cattolicesimo romano, Newman giunse a definire questa realtà:
(Newman, Apologia, p. 222)

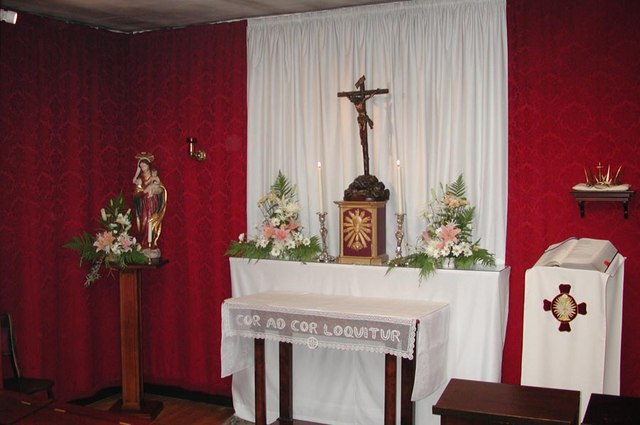
La cappella di Littlemore, ove Newman fu accolto nella Chiesa cattolica dal padre passionista Domenico della Madre di Dio

Davanti a questo riconoscimento, il 18 settembre 1843 Newman, non sentendosi più in grado di aiutare i suoi parrocchiani nelle domande relative alla fede anglicana, decise di rinunciare ai benefici sia della parrocchia di Littlemore sia di St.Mary di Oxford, sia a ritrattare certe espressioni anti-romane usate negli anni '30: si ridusse, praticamente, allo stato laicale, vivendo come tale fino all'autunno del 1845.

##### La conversione
Il tempo che intercorse tra il 1843 e il 1845 fu estremamente doloroso per Newman, in quanto non aveva il coraggio di rivelare ai suoi amici più stretti la sua decisione di convertirsi al cattolicesimo romano. Dopo due anni, nell'autunno del 1845, decise di compiere finalmente il grande passo. Il 9 ottobre Domenico della Madre di Dio, un padre passionista poi proclamato beato, era di passaggio da Littlemore quando all'improvviso, mentre si stava riscaldando davanti al camino, si trovò davanti Newman che gli chiese di confessarlo e, poi, di battezzarlo.

### Periodo cattolico (1845-1890)

#### La reazione degli anglicani
La notizia della conversione sconvolse e indignò la stragrande maggioranza degli anglicani: Henry Edward Manning, i suoi familiari (in primis il fratello Francis William) e l'opinione pubblica gli voltarono le spalle, a causa del fortissimo sentimento anticattolico radicato nella cultura britannica. Lo sdegno fu ricordato dallo stesso Newman all'incipit della sua Apologia, scrivendo che:
(J.H.Newman, Apologia, cit., p. 1)
Gli unici dei vecchi amici che compresero il suo gesto furono i vecchi amici Pusey e Keble, che però rimasero nella Chiesa anglicana.

#### L'arrivo a Oscott e il periodo di studi a Roma (1845-1847)

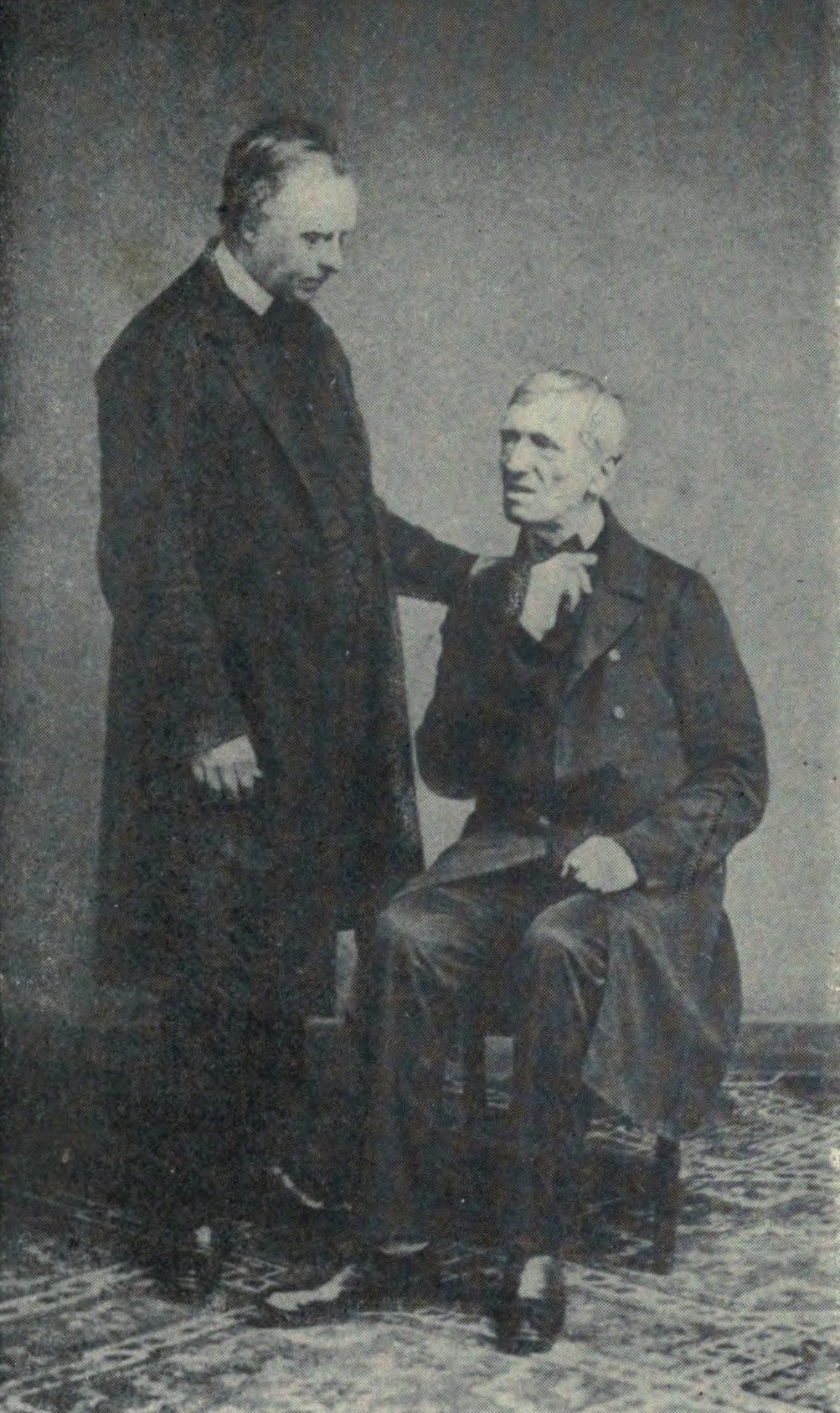
Da sinistra: Ambrose St. John e John Henry Newman, in una foto degli anni '70/'80 ca. Il loro legame d'amicizia perdurò per tutta la vita, tanto che Newman desiderò essere sepolto vicino al suo amico.

Newman, alla fine di ottobre del 1845, lasciò Littlemore per andare all'Oscott College, nei pressi di Birmingham, per incontrarsi con Nicholas Wiseman e per ricevere dalle sue mani la cresima. Fu ospitato in questa località, insieme ad altri neoconvertiti (Albany Christie, John Walker, Frederick Oakeley, Frederick William Faber, Watts Russell, Robert Coffin e infine il suo intimo amico Ambrose St. John), trascorrendovi l'inverno. Durante questa stagione, Wiseman convinse Newman a continuare la sua attività sacerdotale all'interno della Chiesa Cattolica e, nell'aprile del 1846, fu stabilito che il neo-convertito andasse a Roma nel Collegio di Propaganda Fide, per studiare la teologia cattolica. Il 1º giugno Newman e i suoi amici ricevettero gli ordini minori da Wiseman e il 23 ottobre del 1846, dopo cinque settimane trascorse a Milano nel tentativo di conoscere personalmente Alessandro Manzoni e Antonio Rosmini, giunsero finalmente a Roma. Ivì conobbero personalmente l'appena eletto papa Pio IX, il quale incoraggiò l'idea di Newman e St John nell'importare in Inghilterra l'ordine degli oratoriani di San Filippo Neri. La simpatia che Newman nutriva per il "secondo apostolo di Roma" era dovuta non solo alla spiritualità umanista che Filippo Neri aveva fatto propria, ma anche perché intravide, nel modello sociale dell'Oratorio, il miglior prototipo per radicarsi sul territorio britannico. I due furono ordinati sacerdoti il 30 maggio del 1847 e il 9 agosto, al momento della loro partenza, il papa nominò Newman superiore dell'Oratorio in terra britannica.

#### Il ritorno in Inghilterra e la diffusione degli Oratoriani (1847-1850)
Ritornato in Inghilterra, Newman fondò il primo oratorio nella località di Edgbaston, presso Birmingham (attualmente parte integrante della città), nel 1849. Newman e la comunità oratoriana fecero sentire immediatamente la loro presenza a Birmingham, città estremamente problematica a causa dei disagi sociali seguiti alla rivoluzione industriale. Newman e i suoi confratelli iniziarono con grande ardore la loro presenza. Per esempio, lo stesso Newman e Ambrose St John sfidarono, nel 1849, l'epidemia di colera a Bilston nello Staffordshire, per recare soccorso alle popolazioni colpite dal morbo, suscitando stupore per il coraggio dimostrato. Sempre nel 1850, a Londra, Newman fondò il secondo oratorio inglese, affidandolo a Frederick William Faber. Importante fu l'influenza della spiritualità dell'Oratorio nei suoi scritti, come mostra l'opera Dolori mentali di nostro Signore durante la sua Passione, opera che rimanda a quella simile scritta da santa Camilla da Varano, clarissa le cui opere erano lette e meditate non solo da Filippo Neri, ma anche dai membri dell'Oratorio.
L'anno 1850 segnò un avvenimento importante per la Chiesa Cattolica in Inghilterra. Il 29 settembre del 1850 Pio IX, visto il crescente aumento di cattolici in Inghilterra, vi ristabiliva la gerarchia episcopale, ponendo Wiseman come Primate e nominandolo, oltre che cardinale, primo arcivescovo di Westminster. L'atto di papa Pio IX fu però visto, da parte dell'opinione pubblica anglicana conservatrice (ancora scossa dall'anglocattolicesimo del Movimento di Oxford) come una non accettabile concessione al Pope of Rome, scatenando violente reazioni contro la Papal aggression. Da questa reazione, si può comprendere il disagio che Newman provava nella vita quotidiana, in quanto considerato apostata e alleato del papa di Roma, visto come l'Anticristo.

#### I primi attriti con cattolici e anglicani

##### Gliold catholics
I neoconvertiti, però, furono guardati con sospetto dagli altri gruppi religiosi inglesi. Innanzitutto, i "nuovi cattolici" provenienti dall'anglicanesimo erano particolarmente avversati dagli old catholics, ovvero quei cattolici inglesi che, per generazioni, avevano vissuto in condizione di semiclandestinità. Questi ultimi, infatti, non condividevano l'ideale di un cattolicesimo attivo nella società, come invece lo intendeva l'oratoriano Newman, desideroso di formare i fedeli e di renderli "coscienti" della loro fede.

##### I cattolici
Paradossalmente, Newman entrò in contrasto anche con chi l'aveva supportato nella conversione (Wiseman) e addirittura con alcuni neoconvertiti provenienti dall'anglicanesimo (Faber e, in una fase successiva, Manning). Il problema consisteva nell'approccio pastorale usato da Newman, il quale appunto intendeva formare i laici perché avessero anch'essi un ruolo attivo nella vita della Chiesa. Al contrario, Wiseman e il vescovo di Birmingham, William Benjamin Ullathorne, erano fermi sostenitori delle idee clericali. In seguito alle posizioni manifestate da Newman in una serie di conferenze sul cattolicesimo inglese del 1850, Wiseman e Ullathorne cominciarono a prendere le distanze da Newman. Più tardi, monsignor George Talbot, cameriere pontificio di Pio IX, dichiarò che: "Il dr. Newman è l'uomo più pericoloso d'Inghilterra", proprio per la volontà dell'oratoriano di coinvolgere il laicato nella vita della Chiesa.

##### Gli anglicani e il caso Achilli (1850-53)
Come già ricordato prima, la maggior parte degli anglicani si sentì quasi tradita da Newman per la sua scelta di cambiare confessione religiosa. Quest'ostilità premeditata si fece sentire in occasione del cosiddetto "affare Achilli", in cui Newman attaccò pubblicamente l'ex frate domenicano Giacinto Achilli, fautore di una propaganda anticattolica. Questi era già stato attaccato da Wiseman sulle colonne della Dublin Review del luglio 1850, ricordandone il passato poco edificante, e Newman seguì la scia tracciata dal neo-cardinale, credendo di ricevere dalle sue stesse mani le prove delle accuse. Wiseman, però, rispose che le aveva perse e, nonostante che le prove contro Achilli fossero evidenti, i giudici anglicani della corte ne approfittarono per condannare Newman per assenza di prove (31 gennaio 1853).

#### The Idea of University: l'esperienza universitaria irlandese (1851-1858)

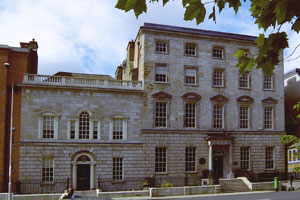
La casa ove dimorò Newman durante il suo soggiorno dublinese, in St. Stephens Green

Le idee di Newman riguardanti il ruolo del laicato nella vita della Chiesa si manifestarono pienamente nella breve, ma intensa esperienza irlandese. Nel 1851, su invito dell'arcivescovo di Dublino Paul Cullen, l'oratoriano inglese fu scelto come rettore della neonata Università cattolica di Dublino, attività che esercitò effettivamente dal 1854 (anno dell'apertura dei corsi) al 1858. Il metodo educativo di Newman, che verrà poi riassunto nel saggio The idea of University (realizzato sulla base delle relazioni tenute i lunedì di maggio e giugno 1852), si proponeva, essenzialmente, di formare gli studenti sia attraverso un'educazione che mirasse alla valorizzazione delle capacità peculiari di ciascuno (ammettendo la necessità anche di una scuola professionale), sia attraverso una salda educazione cristiana, rendendo complementari le due sfere:
(John Henry Newman, Discorso nell'Università Cattolica, in J.H.Newman, Il cuore del mondo - Antologia degli scritti, cit., p. 167)
Il tutto, per formare una nuova classe dirigente colta (o perlomeno preparata nel suo settore), capace di essere nel contempo consapevole della fede praticata. La metodologia concreta di questo proposito consisteva nell'adottare il sistema usato nell'Università di Oxford: creare forti legami tra gli studenti all'interno di istituzioni simili ai College; di instaurare un rapporto diretto tra tutors e studenti; di pubblicare un giornale universitario che limitasse ulteriormente le barriere comunicative tra corpo docenti e studenti. Si provvide, inoltre, a fornire l'Università non soltanto di docenti legati alla tradizione culturale umanistica, ma anche scientifica, come l'istituzione della facoltà di medicina. Il modello universitario di Newman, però, incontrò subito degli ostacoli, in primis dallo stesso arcivescovo Cullen che l'aveva chiamato a dirigere l'università cattolica, in quanto riteneva "scandalosa" la partecipazione dei laici nella gestione di un'università fondata per volontà dei vescovi. Di fronte all'ostilità della gerarchia episcopale irlandese, Newman lasciò il suo incarico di rettore nel 1858, ritornandosene a Edgbaston. Una piccola rivincita la ebbe proprio nella sede dell'oratorio, con la fondazione della The Oratory School (1º maggio 1859), scuola superiore finalizzata all'educazione dei giovani cattolici inglesi e basata sui principi pedagogici espressi in Irlanda.

#### Il riscatto di Newman: l'Apologia Pro Vita Sua(1864)
Gli anni seguenti videro un progressivo ostracismo nei confronti di Newman da parte dei cattolici. Newman poté riabilitarsi agli occhi sia degli anglicani sia dei cattolici in occasione della diatriba che ebbe con Charles Kingsley (1819-1875), un intellettuale anglicano legato agli ambienti degli evangelicals già ostile alle proposte "papiste" di Pusey, nel frattempo divenuto il leader del Movimento di Oxford dopo la conversione di Newman. Kingsley, nel 1864 scrisse sulle pagine del giornale Macmillan's Magazine un articolo ingiurioso nei confronti dei cattolici, e in particolare di Newman, sostenendo che:
(Charles Kingsley)

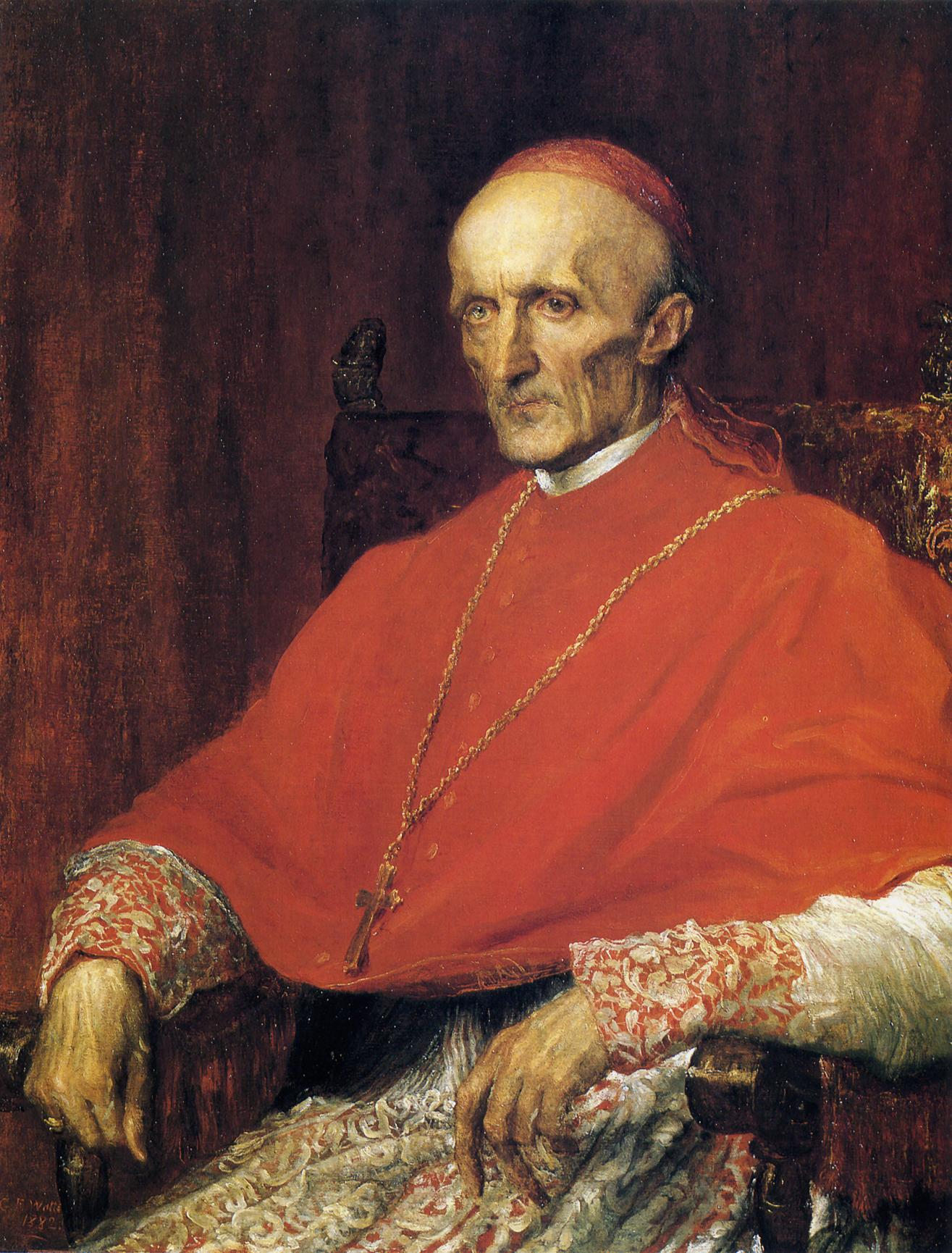
George Frederic Watts, Ritratto di Henry Edward Manning (1808-1892), olio su tela, 1882, National Portrait Gallery, Londra. Nominato successore di Wiseman nel 1865 come arcivescovo di Westminster, Manning si oppose alle aperture in materia pastorale di Newman, sabotandone i progetti.

Newman, davanti a queste dichiarazioni, ne fece un caso di coscienza, in quanto si mettevano in dubbio non soltanto le buone intenzioni dei cattolici, ma anche la sua travagliata storia spirituale. Appellandosi direttamente all'opinione pubblica britannica, Newman espose, con lucidità e chiarezza, "la storia della [sua] anima", dall'infanzia fino al 1845. Quando il libro uscì nel 1864, gli anglicani si sorpresero di come Newman non avesse mai attaccato la loro confessione religiosa, riconoscendone anzi il merito di averlo avvicinato a Dio attraverso la sua testimonianza. Dalle pagine, non traspare mai una sola parola di risentimento verso coloro che gli hanno mostrato rancore, dimostrando anzi sempre parole d'affetto. Il fair play e l'onestà intellettuale riabilitarono completamente Newman agli occhi sia degli anglicani (per le parole di stima e il rispetto dimostrato), sia della maggior parte dei cattolici, per le prese di posizione a favore del cattolicesimo.

#### Il cambio della guardia: da Wiseman a Manning
Mentre Newman era al culmine della sua popolarità, agli inizi del 1865 venne a mancare il cardinale Wiseman (15 febbraio). Pio IX decise di nominare, come suo successore, Henry Edward Manning (1808-1892), già vecchio amico di Newman dai tempi di Oxford e convertitosi poi al cattolicesimo nel 1851. Rispetto a Newman, Manning aveva una visione autocratica, statica e clericale della Chiesa, posizione che lo opporrà più volte, nel corso della sua vita, al vecchio amico di gioventù. Difatti, il neoarcivescovo di Westminster espresse opinioni poco incoraggianti sullo stile usato nell'Apologia, manifestando così la propria opposizione alla visione della Chiesa di Newman.

#### Il Concilio Vaticano I eLa lettera al Duca di Norfolk(1870-1875)
Nel 1869, papa Pio IX aprì ufficialmente un nuovo concilio ecumenico perché i padri conciliari, una volta riunitisi, approvassero come dogma l'infallibilità papale. Immediatamente, i cattolici inglesi si spaccarono in due fronti: gli ultramontanisti, capeggiati dal cardinal Manning e dal suo entourage, sostenevano che l'infallibilità non si dovesse limitare soltanto alle verità di fede, ma che dovesse riguardare anche la politica e la gestione della società. Al contrario, Newman si mantenne su una linea molto più moderata, distanziandosi sia dal fanatismo di Manning, sia dal rifiuto assoluto del teologo tedesco Ignaz von Döllinger di approvare come dogma l'infallibilità. Per Newman, il concetto di infallibilità papale sussiste non in quanto legata all'istituzione della carica in sé, ma in quanto il Papa è il custode del depositum fidei. Da questa considerazione, emerge chiaramente il pensiero di Newman riguardo a questo dogma, e cioè che:
(L'unita nella Chiesa universale Il ministero del Papa, n°116, marzo/aprile 1991, in Communio, pp. 81-82.)

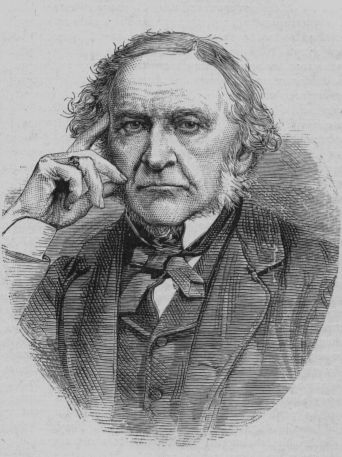
William Ewart Gladstone

Al Concilio Vaticano, oltre a Manning che vi poteva partecipare di diritto in qualità di primate della Chiesa cattolica in Inghilterra, vi si doveva recare anche Newman in qualità di consulente teologico, su richiesta di Pio IX, ma non vi partecipò per il suo carattere riservato e per l'atmosfera concitatata delle sessione conciliare. Quando il documento concernente la questione dell'infallibilità papale, la costituzione dogmatica Pastor Aeternus, fu approvato il 18 luglio del 1870, i padri conciliari adottarono la posizione dei "moderati" (e quindi di Newman), rigettando l'ultramontanismo e lo scetticismo di Döllinger.
Newman ebbe modo di esporre apertamente la sua posizione riguardo al dogma conciliare allorquando lo statista William Ewart Gladstone, suo vecchio amico dai tempi di Oxford, dichiarò, nei suoi Vatican decrees del 5 novembre 1874, che i cattolici inglesi non potevano essere nel contempo buoni sudditi di Sua Maestà, in quanto il dogma dell'infallibilità papale li poneva direttamente sotto l'obbedienza del Papa, annullando di conseguenza la loro libertà di coscienza. Sollecitato da Henry Fitzalan-Howard, duca di Norfolk, il leader politico dei cattolici inglesi, Newman rispose dedicando al duca una lettera in cui l'anziano oratoriano contrastava le asserzioni di Gladstone, ribadendo la funzione puramente "spirituale" dell'infallibilità pontificia e il valore del primato della coscienza come perno su cui edificare concretamente le opinioni degli uomini, dichiarando:

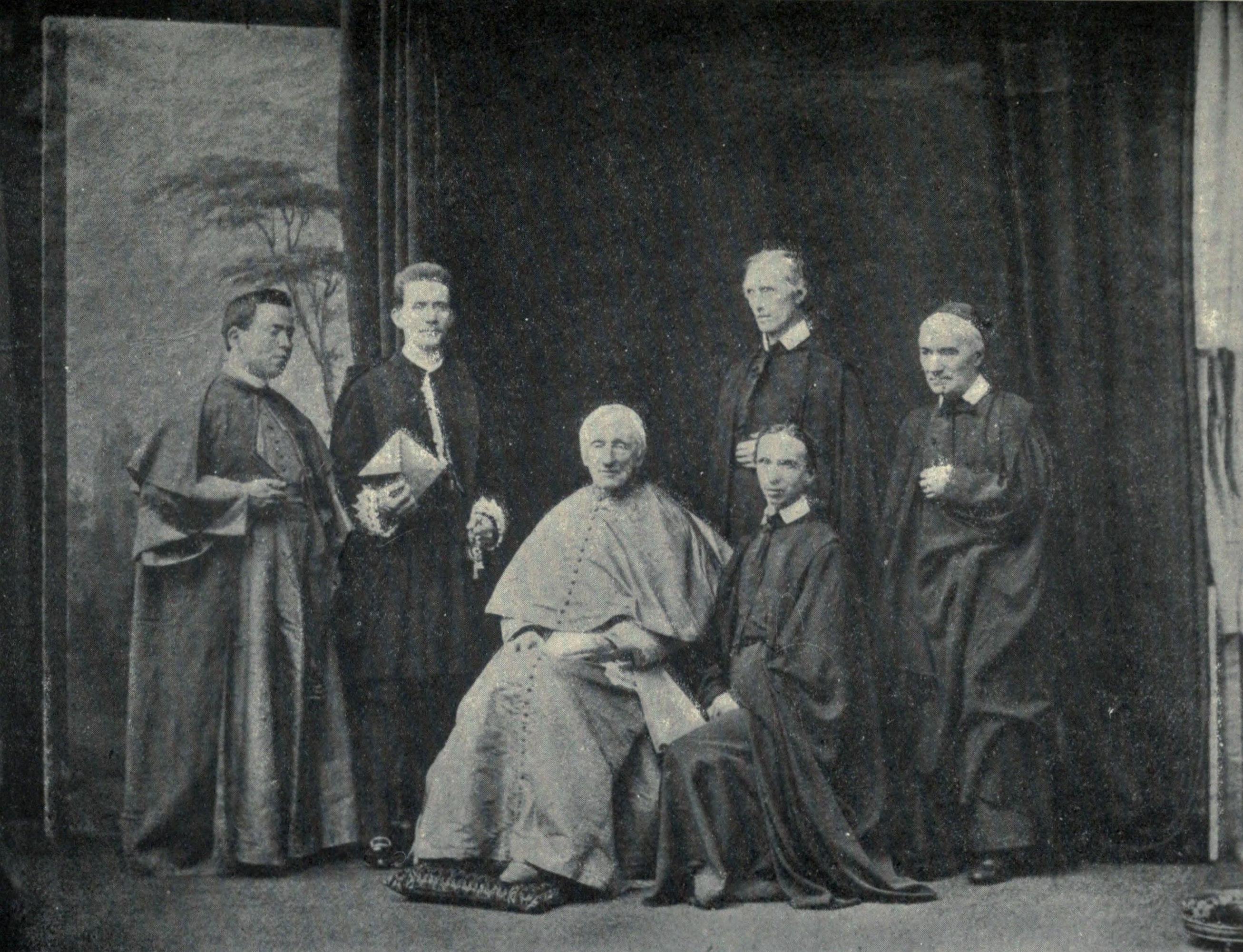
Foto scattata in occasione del soggiorno a Roma di Newman, in occasione della sua elevazione alla dignità cardinalizia

(Newman, Lettera al duca di Norfolk, p. 197)

#### Il cardinalato (1879)
(John Henry Newman, motto cardinalizio)
Nel 1879, all'età di settantotto anni, il nuovo pontefice Leone XIII lo creò cardinale diacono titolare di San Giorgio in Velabro (anche a dispetto dell'opposizione dell'arcivescovo di Westminster cardinale Henry Edward Manning), senza consacrarlo vescovo e senza che egli si trasferisse neanche a Roma come "cardinale di curia". Il riservato oratoriano, nonostante la popolarità presso il mondo cattolico e anglicano, desiderava rimanere nella quiete del suo oratorio di Edgbaston, conducendo una vita appartata e dedita alla preghiera, allo studio e alla pastorale. La nomina di Newman fu fortemente voluta dal Papa, il quale aveva una particolare ammirazione per il prelato inglese e che desiderava, così, iniziare una politica di riconciliazione con l'opinione pubblica inglese. Nel discorso pronunciato da Newman in occasione della sua nomina a cardinale, infatti, spiegò che tale decisione del papa era motivata dal «riconoscimento del mio zelo e del servizio che avevo reso per tanti anni alla Chiesa cattolica» e dal fatto che «i cattolici inglesi e perfino l'Inghilterra protestante si sarebbero rallegrati del fatto che io ricevessi un segno del suo favore». Nello stesso discorso, Newman condannò a chiare lettere il relativismo e il liberalismo in campo religioso, definiti una «grande sciagura», «un errore che si estende come trappola mortale su tutta la Terra».

#### Gli ultimi anni e i riconoscimenti pubblici (1879-1890)
Continuò a vivere in Inghilterra, pubblicando articoli fino al 1885. Gli ultimi anni del cardinale trascorsero da un lato tra i pubblici riconoscimenti, sia dei cattolici sia degli anglicani, nei confronti di quest'uomo a lungo tanto incompreso. Addirittura, l'Università di Oxford, che Newman non vedeva da più di trent'anni, lo ammise come fellow onorario. Dall'altro, Newman visse vari lutti che ne rattristarono la vecchiaia. Già nel 1875 era morto Ambrose St John, l'amico più caro che Newman ebbe in vita sua. Negli anni '80, si spensero prima Friedrick Rogers e, nel 1889, il vescovo Ullathorne. 

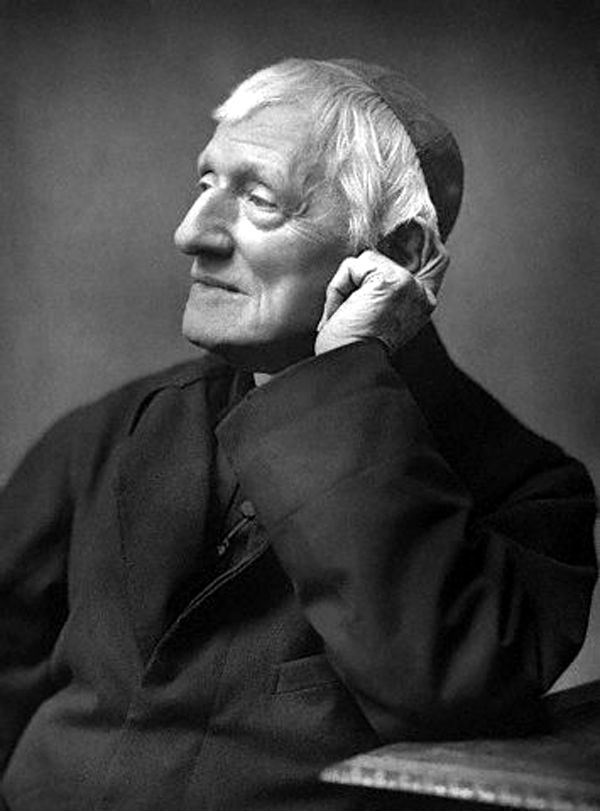
Newman nel 1887, tre anni prima della morte

#### La morte e i funerali
Nel 1889, la salute di Newman, quasi novantenne, declinò celermente. Celebrò l'ultima messa nel Natale del 1889 e, dopo una lunga agonia, morì l'11 agosto del 1890, nell'Oratorio di Edgbaston.
I funerali, che si celebrarono il 20 agosto successivo, furono presieduti dal cardinale Manning, l'antico avversario di Newman col quale si era riconciliato nel 1888. Durante l'omelia, Manning volle riconoscere la grandezza di fede di Newman, affermando:
(Edward Manning, orazione funebre)
Newman fu sepolto nel piccolo cimitero degli Oratoriani di Rednal, nella stessa tomba di Ambrose St John.
Quando, nel 2008, le autorità cattoliche decisero di esumare la salma del cardinale, non venne ritrovato più nulla del suo corpo. Varie ipotesi sono state avanzate per spiegare questo fatto: da un processo chimico che avrebbe dissolto anche le ossa, a un trafugamento voluto per impedire di separare i corpi di Newman e St John, che mantennero, per tutta la loro vita, un legame intenso e totalizzante.

## Il pensiero

### Inquadramento generale

#### Modernità e fede

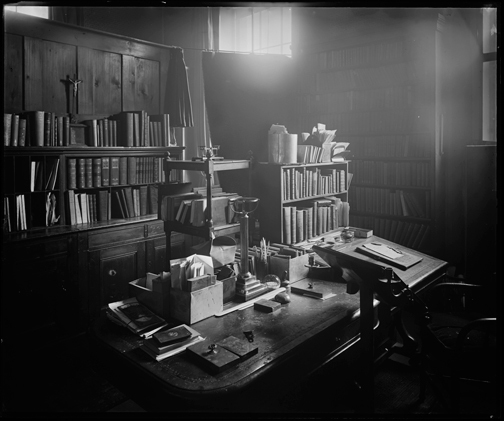
Ufficio del Card. Newman - Oratorio di Birmingham

L'intero percorso spirituale e intellettuale di Newman si è concentrato sul rapporto tra la sfera del divino e quella della ragione umana, essenzialmente nel rapporto tra fede e ragione. Vivendo nel secolo delle grandi scoperte scientifiche e tecnologiche, Newman si rese progressivamente conto che il benessere socio-economico derivante dal progresso portava in seno: il progressivo distanziarsi, da parte degli uomini, dalle realtà spirituali, dovuto grazie all'affermazione del liberalismo e, nella seconda metà dell'800, del positivismo sociale di Comte e Stuart Mill. Partendo da questo "divorzio" tra fede e ragione, tra l'etica cristiana e quella relativista, Newman, fin dalla giovinezza trascorsa a Oxford, cercò di contrapporre all'umanesimo laico un "umanesimo cristiano" capace di contrastare il primo, basandolo sul valore della coscienza come principio base dell'azione (da qui, la corrente filosofica della "filosofia dell'azione").

### Gli scritti
Newman si rivelò uno dei più prolifici scrittori che l'Inghilterra abbia mai avuto. Infatti, non spaziava soltanto dalla produzione omiletica (i Sermon anglicani e cattolici) a quella filosofica (Grammar of Assent), e da quella educativa (The idea of university) a quella politica (The letter to the Duke of Norfolk), ma scrisse anche romanzi (Loss and Gain e Callista) e poesie (oltre alla Lyra Apostolica, nel 1864 pubblicò il The Dream of Gerontius).

### Tematiche

#### La critica al liberalismo
(Newman, Apologia, p. 305)
Newman, così, nel 1864 parlava del liberalismo, come il tentativo da parte della ragione di assoggettare la verità divina, rendendola schiava della volontà umana. Nella sua analisi, il rischio del liberalismo consisteva principalmente nel fatto che esso privi la religione di «verità positiva», riducendola invece a «questione di opinioni», a «un sentimento e una preferenza personale; non un fatto oggettivo o miracoloso». Egli intravedeva in questo fenomeno forti ripercussioni sociali, spiegando che «poiché dunque la religione è una caratteristica così personale e una proprietà così privata, si deve assolutamente ignorarla nei rapporti tra le persone [...] La religione non è [più] affatto un collante della società». In questo Newman vedeva l'origine della crescente secolarizzazione in atto nel Regno Unito, osservando così il distacco della società e della dimensione pubblica dai valori del Vangelo e del cristianesimo:
(J.H.Newman, estratto dal Biglietto Speech in occasione della sua nomina a cardinale)
Archiviato il 4 marzo 2016 in Internet Archive.

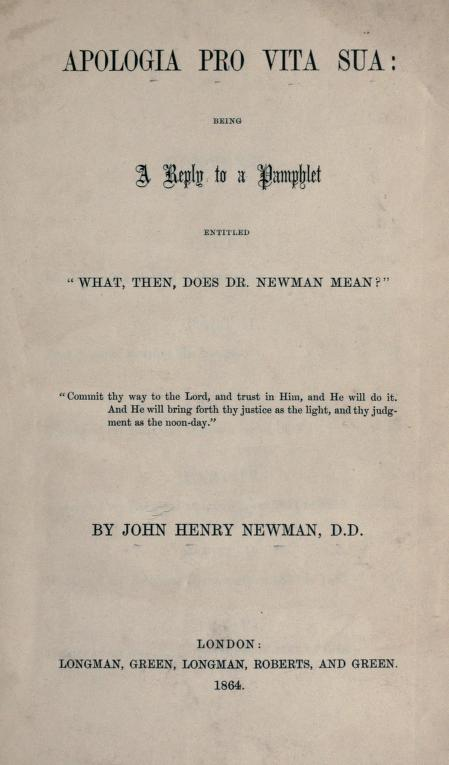
Copertina della prima edizione dell'Apologia Pro Vita Sua (1864)

Il liberalismo non sembrava, apparentemente, una corrente pericolosa, in quanto proclamava molti diritti umani legati alla legge naturale, rendendola così affascinante agli occhi dei più. Newman, però, sapeva bene che tali vaghi diritti, se sconnessi dal collante religioso fondato sul "dogma" (Dio), potevano disgregarsi in quel mosaico di opinioni relative, generando la tanto temuta anarchia. Pertanto, Newman non si poteva dire contrario ai principi umanistici di base del relativismo, proprio perché propri della legge naturale; era ostile, invece, al progetto di rendere tali diritti autonomi e slegarli dal messaggio del Vangelo. Newman osservò inoltre che l'origine di questa «grande apostasia» non era solo da cercare nella diffusione dell'ateismo; infatti, nell'esperienza anglosassone, tale criterio liberalistico era una conseguenza diretta del pluralismo delle Chiese e delle sette religiose, che imponeva l'accantonamento della sfera religiosa dal dibattito pubblico.

#### Il primato della coscienza e la ricerca della verità
(Newman, Lettera al duca di Norfolk, pp. 236-237)
Si è accennato alla coscienza in relazione alla Lettera al Duca di Norfolk, quale parametro fondamentale per la capacità di giudizio umana. Apparentemente, dalla famosa frase riguardante il brindisi alla coscienza, sembrerebbe che la coscienza sia caratterizzata da un alone relativista in cui vige, prima di tutto, il soggettivismo individualista. Newman, in realtà, giudicò la coscienza un elemento innato e irriducibile che contraddistingue l'animo umano, caricato di un significato religioso in quanto è "la voce di Dio":
(Newman, Lettera al duca di Norfolk, pp. 219-220; p. 222)

Ed è dalla coscienza che l'uomo, poi, si mette a ricercare la verità, quel "dogma" fondamentale che il teologo inglese riconosce in Dio. Pertanto, quando Newman brinda prima alla coscienza che al Papa, egli brinda a ciò che nella creazione è venuto prima del Papa medesimo, come spiegato dal cardinal Ratzinger. Senza la coscienza, infatti, gli uomini non potrebbero accogliere pienamente il dogma dell'infallibilità di colui che è Vicario della stessa verità. Ovviamente, infallibile in materia di morale, ma non in altri campi che esulano dalla teologia. Da questo passo si può capire anche la dichiarazione pronunciata da Newman, sempre nella Lettera al Duca di Norfolk, secondo cui: «Se il Papa o la Regina esigessero da me una "obbedienza assoluta", lui o lei trasgredirebbero le leggi della società umana: a nessuno di loro io devo un'obbedienza assoluta!» 

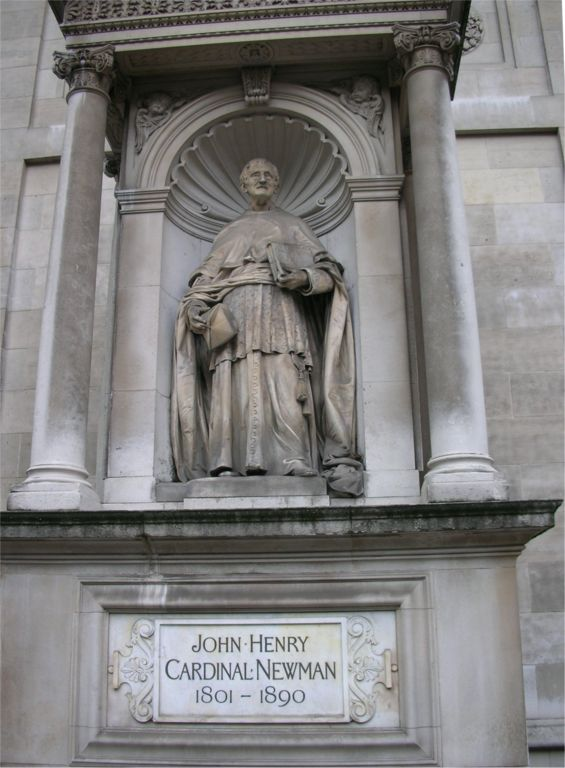
Statua dedicata al cardinale Newman, all'Oratorio di Brompton

#### Il rapporto tra fede e ragione:La Grammatica dell'Assenso
La riflessione sulla coscienza porta a riflettere anche sul rapporto tra la fede e la ragione. Newman, come già dichiarato nel corso della sua esperienza universitaria irlandese, sosteneva la necessità di dimostrare che la razionalità non è antitetica alla fede religiosa, in quanto anche quest'ultima si basa su un atto razionale. In quella che viene ritenuta essere il cardine della sintesi filosofica del pensatore britannico, La Grammatica dell'Assenso (1870), Newman parte dimostrando la ragionevolezza della fede dalle stesse basi (da qui anche il titolo "grammatica", ribadendo l'ABC della fede) empiriche dei liberali affermando, per esempio, che i cristiani credono in Dio (nonostante non l'abbiano mai visto) esattamente come gli uomini credono che esista l'America nonostante molti di loro non l'abbiano mai vista. L'adesione alla realtà divina è, dunque, basata su di un ragionamento che porta a fidarsi della sua esistenza, implicando quindi l'intelligenza in tale processo. Questo processo di adesione alla verità fu tuttavia per Newman più di un semplice ragionare con gli strumenti della logica, ma richiese un assenso completo da parte della persona:

#### L'ecumenismo e il dialogo: l'umanità di Newman
Fu inoltre un ispiratore del movimento ecumenico: nella sua visione la «via media» doveva essere anche un ponte di dialogo tra le confessioni cristiane, così come costante fu il riferimento ai Padri della Chiesa indivisa. In molte occasioni evidenziò i punti di unione tra l'anglicanesimo e il cattolicesimo − come la cattolicità e l'apostolicità − e nel suo Tract 90, pubblicato durante il periodo del Movimento di Oxford, tentò di interpretare i Trentanove articoli di religione dimostrandone la conformità alla dottrina cattolica. Grazie alla sua umiltà e senso di fraternità cristiana, Newman non ebbe mai dei risentimenti nei confronti degli anglicani, come è stato già dimostrato nell'Apologia, e coltivò sempre le relazioni d'amicizia secondo lo spirito di san Filippo Neri. Il motto cardinalizio Cor ad Cor loquitur, locuzione presa dall'epistolario di san Francesco di Sales, racchiude, nella sua incisività, l'essenza stessa della spiritualità di Newman: il dialogo fraterno fra gli uomini, riconosciuti fratelli nell'amore di Dio, il quale a sua volta instaura con i suoi figli una relazione nella preghiera e nell'Eucaristia.

## La fortuna

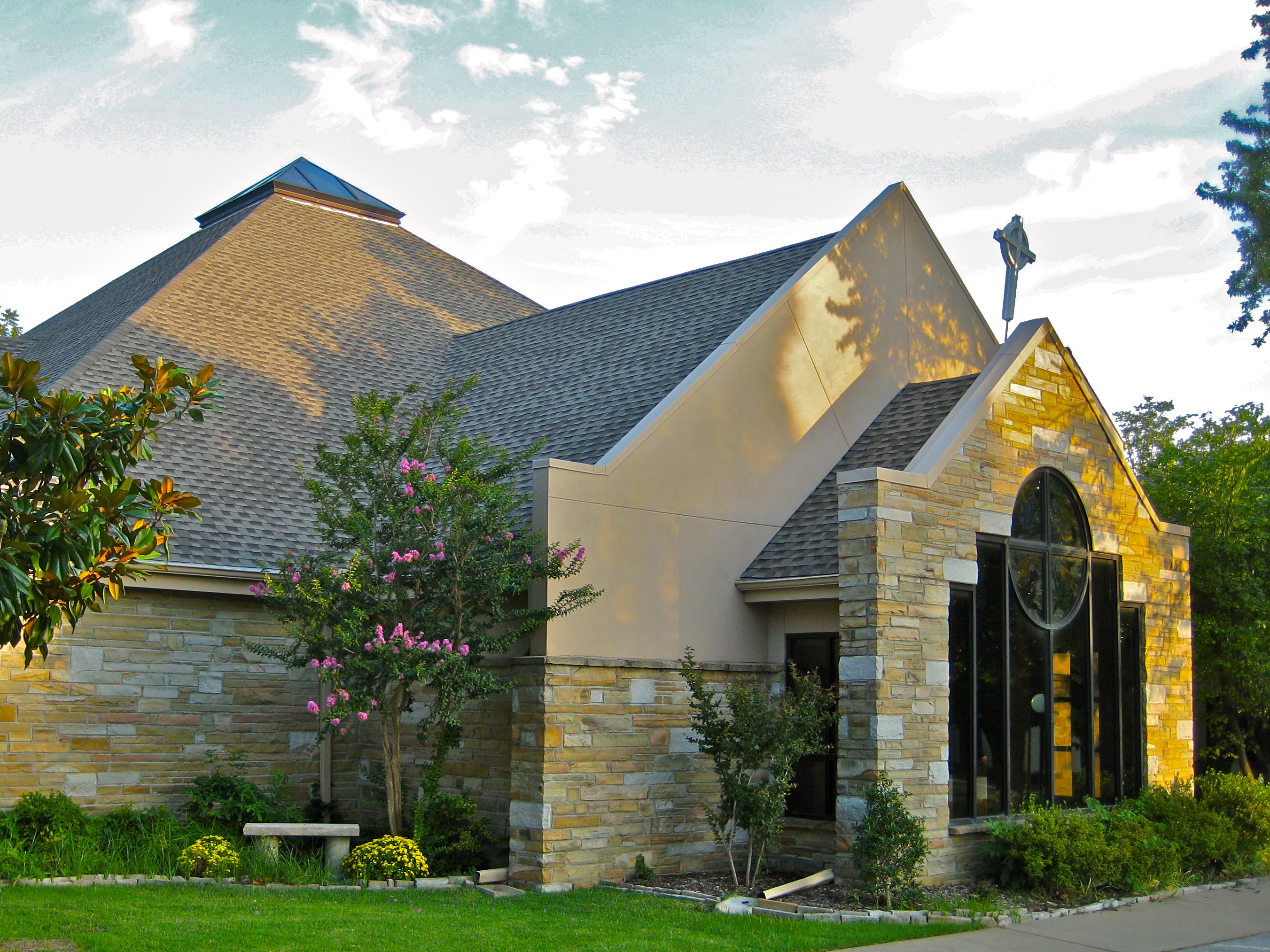
Il St. Philip Neri Catholic Newman Center alla University of Tulsa, Oklahoma, USA. I Newman Center sono istituzioni presenti nelle Università di Paesi non cattolici, ove gli studenti cattolici possono pregare e ritrovarsi per crescere anche intellettualmente, seguendo il disegno educativo proposto da Newman a Dublino.

### Newman e il mondo contemporaneo

#### Il «Padre assente» del Vaticano II
Il cardinale Newman, molto popolare in Gran Bretagna e negli Stati Uniti per la sua proposta educativa e spirituale (celebri sono i Newman Centers negli atenei non cattolici), giunse ad anticipare sviluppi che si sarebbero compiuti soltanto nel XX secolo, al punto di essere stato annoverato tra i «padri assenti» del Concilio Vaticano II, in particolare per quanto riguarda il primato della coscienza (ripreso poi nella costituzione Dignitatis humanae), la concezione di Chiesa, le idee sul laicato e la lotta al relativismo etico. Nella sua adesione al cattolicesimo, frutto di un percorso interiore, Newman mantenne un modo di pensare "originale" rispetto agli altri pensatori cattolici, che gli diede la fama di pensatore "liberale" e poco "romano": importante fu il riferimento ai Padri della Chiesa ma anche quello a Joseph Butler, vescovo anglicano del XVII secolo, autore del libro Della analogia della religione naturale.

#### La stima dei pontefici
Newman fu ampiamente considerato dai pontefici del XX secolo. Papa Pio XII, per esempio, manifestò più volte la sua stima personale nei confronti del cardinale inglese. Una volta, per esempio, disse al filosofo cattolico Jean Guitton: «Non dubiti, Newman sarà un giorno dottore della Chiesa». In altre occasioni papa Pacelli rinnovò questa sua particolare simpatia verso Newman, definendolo ora «strenuo ricercatore di verità». Newman divenne però un riferimento più o meno fisso del magistero pontificio da Paolo VI in poi, quando le "profezie" del teologo inglese sull'avanzata del liberalismo e della sua minaccia spirituale stavano diventando progressivamente realtà. Paolo VI, nell'allocutio del 7 aprile 1975, dichiarò:
(Papa Paolo VI, allocutio del 7 aprile 1975)

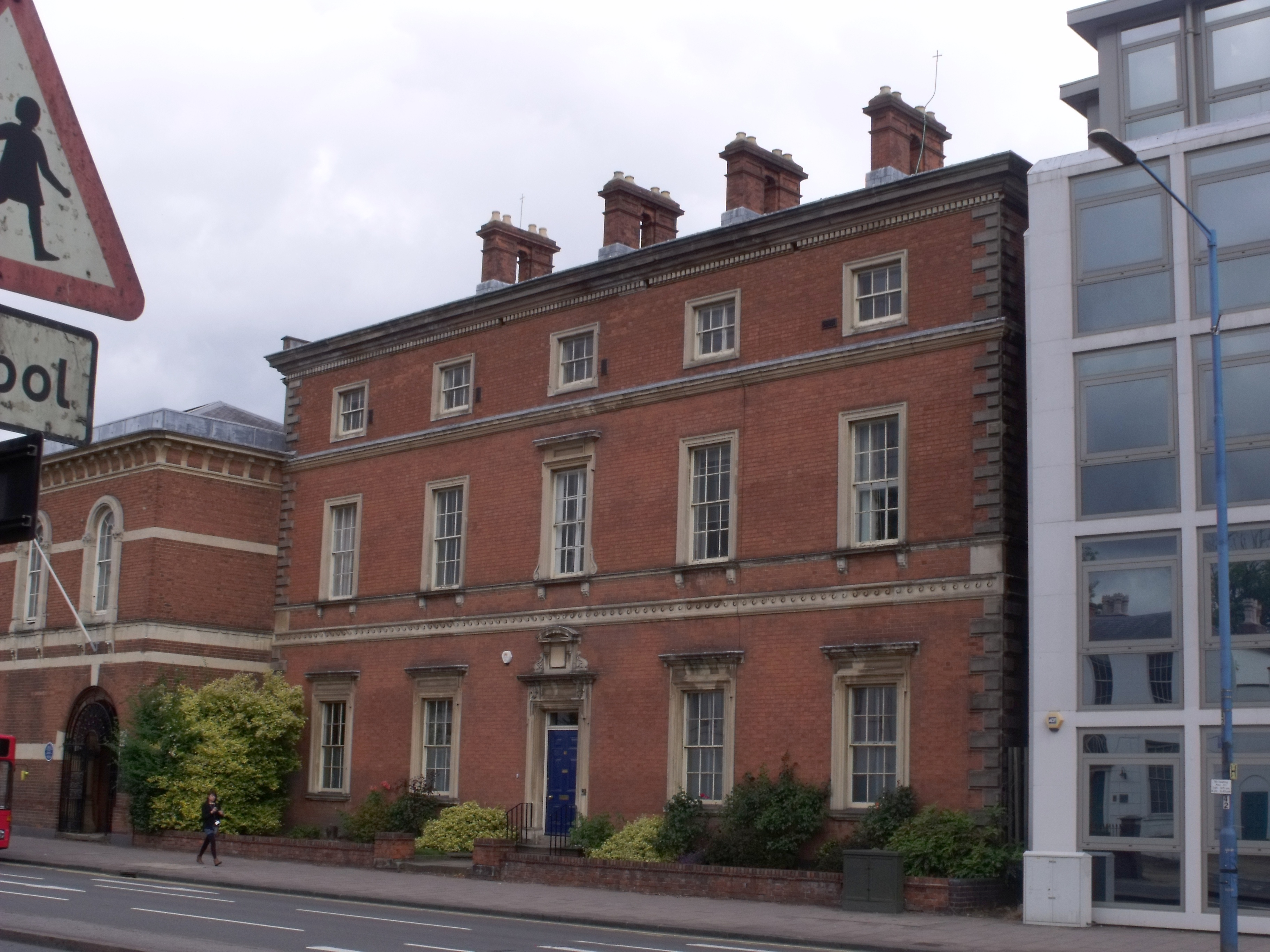
L'Oratorio di Edgbaston (Birmingham), ove Newman visse per metà della sua vita

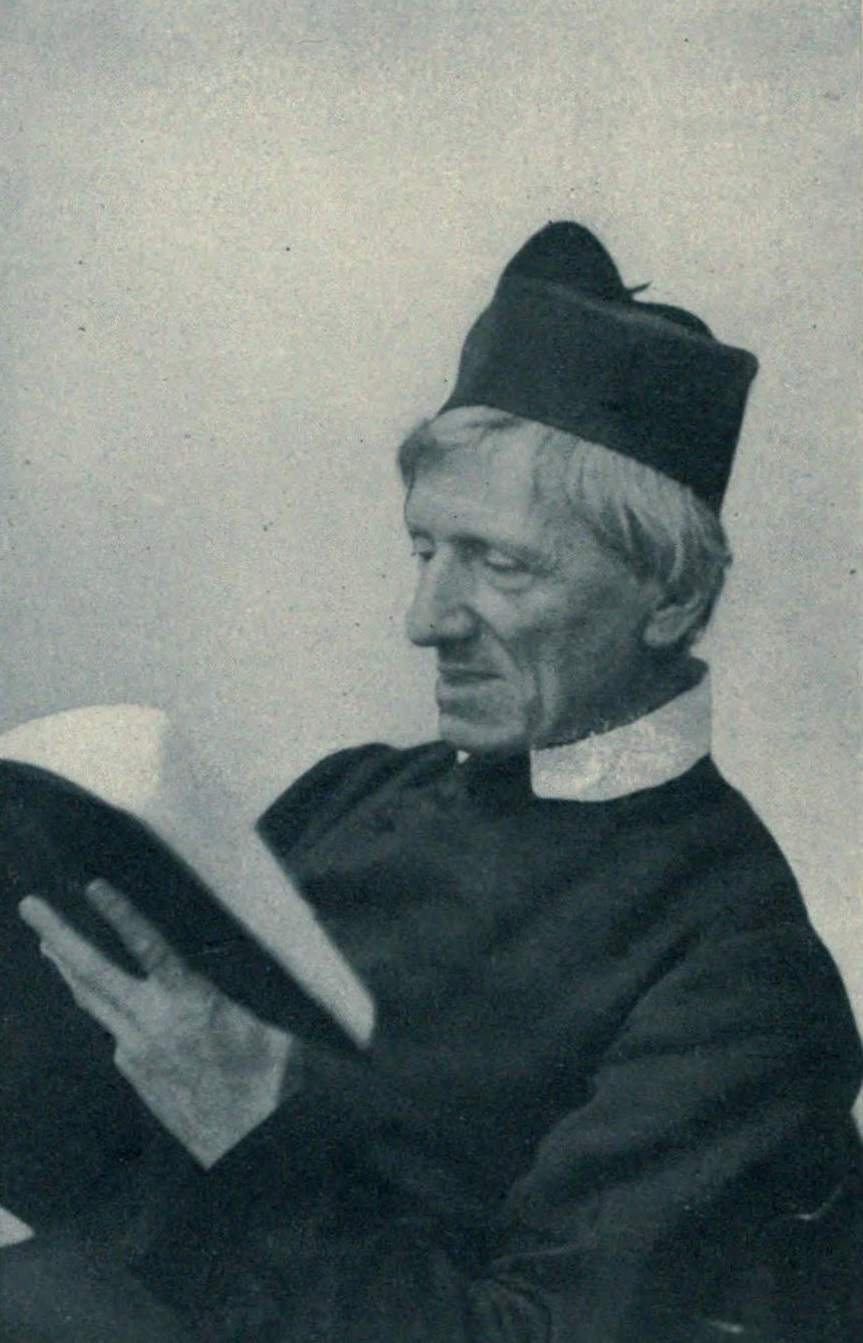
Newman mentre legge un libro

L'interesse di Montini fu raccolto, in modo più incisivo, da Giovanni Paolo II prima, e soprattutto da Benedetto XVI dopo. Papa Wojtyla scrisse al vescovo di Birmingham sia in occasione del centenario dell'elevazione al cardinalato di Newman (aprile 1979), sia per commemorarne il bicentenario della nascita; papa Ratzinger, quando era ancora cardinale, espresse la vicinanza delle sue idee con quelle del cardinale inglese riguardo al primato della coscienza. Opinione che ribadì, poi, nel viaggio apostolico nel Regno Unito (2010).

### Processo di beatificazione e di canonizzazione
Nel 1958 venne aperta la procedura diocesana di beatificazione presso l'arcidiocesi di Birmingham; nonostante la volontà di Paolo VI di poterne celebrare la beatificazione nell'Anno Santo del 1975, solo nel gennaio 1991 il papa Giovanni Paolo II ne decretò l'eroicità delle virtù, con cui gli venne dato il titolo di Venerabile. Il 3 luglio 2009 papa Benedetto XVI ha approvato il documento che riconosce a Newman l'intercessione per la guarigione del diacono permanente Jack Sullivan nel 2001, guarito da una grave menomazione alla spina dorsale in seguito alle preghiere rivolte al cardinale mentre si trovava in ospedale. La cerimonia di beatificazione si è tenuta il 19 settembre 2010 nei pressi della Casa dell'Oratorio, a Rednal, dove sono sepolte le spoglie del cardinale, durante il viaggio apostolico di Benedetto XVI nel Regno Unito. In deroga a quanto accade per consuetudine, la ricorrenza liturgica è stata fissata nell'anniversario della conversione al cattolicesimo, il 9 ottobre, e non in quello della morte.
Sotto il pontificato di papa Francesco, il processo di canonizzazione è avanzato raggiungendo l'apice con l'approvazione del secondo miracolo analizzato dal Dicastero delle cause dei santi e avente per oggetto la guarigione di una donna in stato di gravidanza e l'autorizzazione, concessa dal Pontefice argentino il 12 febbraio 2019, a promulgare il relativo decreto. Durante il concistoro ordinario pubblico del 1º luglio 2019 papa Francesco annunciò la sua canonizzazione, che fu celebrata dallo stesso pontefice in Piazza San Pietro il 13 ottobre 2019.

### Dottore della Chiesa
Il 31 luglio 2025 papa Leone XIV, nel corso dell'udienza concessa al cardinale Marcello Semeraro, prefetto del Dicastero delle cause dei santi, ha espresso parere favorevole affinché al porporato inglese sia attribuito il titolo di dottore della Chiesa.

### Il patronato di Newman
Newman, oltre a essere stato beatificato da Benedetto XVI, è diventato anche il santo patrono di quei sacerdoti e fedeli anglicani che decisero di convertirsi al cattolicesimo. In seguito a delle disposizioni pastorali approvate dalla Conferenza di Lambeth nel 2009, un gruppo di ministri anglicani decisero di convertirsi alla Chiesa cattolica. Benedetto XVI, con la costituzione Anglicanorum coetibus del 4 novembre 2009, accolse le loro richieste, permettendo loro di rimanere sposati. Il 15 gennaio 2011 fu ufficialmente costituito l'Ordinariato personale di Nostra Signora di Walsingham, sede della Chiesa cattolica immediatamente soggetta alla Santa Sede in cui sono ammessi tutti quegli inglesi e gallesi provenienti dall'anglicanesimo.

## Newman nella cultura di massa

### Filmografia
- In occasione della beatificazione, la regista Liana Marabini diresse un film sulla vita e la spiritualità di Newman, intitolato The Unseen World e uscito nelle sale cinematografiche proprio nel 2010. Il ruolo di Newman viene interpretato dall'attore F. Murray Abraham[174].
- Nel sequel di The Young Pope di Paolo Sorrentino, The New Pope, il personaggio interpretato da John Malkovich, Sir John Brannox/Giovanni Paolo III cita, spesso, la figura e l'opera di san John Henry Newman[175].

## Opere
Periodo anglicano
- The Arians of the Fourth Century (1833)
- Tracts for the Times (1833–1841)
- British Critic (1836–1842)
- On the Prophetical Office of the Church (1837)
- Lectures on Justification (1838)
- Parochial and Plain Sermons (1834–1843)
- Select Treatises of St. Athanasius (1842, 1844)
- Lives of the English Saints (1843–44)
- Essays on Miracles (1826, 1843)
- Oxford University Sermons (1843)
- Sermons on Subjects of the Day (1843)

Periodo cattolico
- Essay on the Development of Christian Doctrine (1845)
- Retractation of Anti-Catholic Statements (1845)
- Loss and Gain (romanzo– 1848)
- Faith and Prejudice and Other Unpublished Sermons (1848–1873; uniti 1956)
- Discourses to Mixed Congregations (1849)
- Difficulties of Anglicans (1850)
- The Present Position of Catholics in England (1851)
- The Idea of a University (1852 e 1858)
- Cathedra Sempiterna (1852)
- Callista (romanzo – 1855)
- The Rambler (direttore) (1859–1860)
- Apologia Pro Vita Sua (autobiografia religiosa – 1864; edizione rivista, 1865)
- Letter to Dr. Pusey (1865)
- The Dream of Gerontius (1865)
- An Essay in Aid of a Grammar of Assent (1870)
- Sermons Preached on Various Occasions (vari/1874)
- Letter to the Duke of Norfolk (1875)
- Five Letters (1875)
- Sermon Notes (1849–1878)
- Select Treatises of St. Athanasius (1881)
- On the Inspiration of Scripture (1884)
- Development of Religious Error (1885)

Altre opere miscellanee
- Historical Tracts of St. Athanasius (1843)
- Essays Critical and Historical (vari/1871)
- Tracts Theological and Ecclesiastical (vari/1871)
- Discussions and Arguments (vari/1872)
- Historical Sketches (vari/1872)
- Addresses to Cardinal Newman and His Replies, with Biglietto Speech (1879)